# Флавій Помпей
Флавій Помпей (*Flavius Pompeius, д/н —19 січня 532) — політичний та військовий діяч ранньої Візантійської імперії.

## Життєпис
Походив з іллірійського роду. Син патрикія Флавія Секундіна, єпарха Константинополя, й консула 511 року, та Цезарії, сестри імператора Анастасія I. Про молоді роки нічого невідомо. Завдяки своєму вуйкові-імператорові зробив гарну кар'єру. 501 року змінив на консульстві свого старшого брата Іпатія. Тоді ж отримав титул патрикія. Очолював якісь військові підрозділи у діоцезі Фракія. В подальшому отримав посаду magister militum vacans.
Був прихильником православ'я, засуджуючи монофізитську політику Анастасія I. Підтримуючи вигнаного православного патріарха Македонія II, Помпей та його дружина зазнали утисків з боку імператора. У 511—512 роках Помпей листувався з Савою Освяченим. У 512 році будинок в Константинополі, що належав Помпеєві, було знищено під час антимонофізитських заворушень. Православні вважали Помпея також монофізитом, як і його вуйко-імператор.
515 року призначено командувачем Фракії (magister militum per Thracias). Є уривчасте повідомлення історика Йордана, що у 517 році Помпей зазнав поразки у битві при Адріанополі під час навали племені антів на Балканській півострів.
Підтримував проведення перемовин з папою римським Горміздом щодо припинення акакіанської єресі, яка була поширена на Балканах. 519 року разом з Віталіаном та Петром Саббатійським зустрічав посланців папи, що прибули до Константинополя.
Після смерті Анастасія I зумів разом з братами зберегти своє становище при новому імператорові Юстині I. У 528 році на посаді magister militum praesentales очолив війська у війні з Іберію з Сасанідською державою. Втім Помпей привів свої загони вже близько до зими, тому не встиг вступити у бойові дії.
У січні 532 року під час повстання «Ніка» в Константинополі незадоволені знать та містяни висунули брата Помпея — Іпатія — претендентом на трон замість Юстиніана I. Але Помпей разом з Іпатієм сховався у синкліті, не дуже сподіваючись здолати Юстиніана I. Натомість останній побоюючись зради вигнав синклітів з імператорського палацу. Після цього Іпатій вирішив домагатися трону, в чому його остаточно підтримав Помпей. 19 січня під час спроби проведення церемонії сходження на імператорський трон Іпатія, вірні війська Юстиніана I на чолі із Велізарієм та Мундом напали на повсталих, знищивши 35 тис. осіб. Помпея і Іпатія було схоплено й надвечір того ж дня страчено, а тіла викинуто у море.

## Родина
Дружина — Анастасія
Діти:
- син